# Districte de Montalban
El districte de Montalban és un dels dos districtes del departament francès de Tarn i Garona, a la regió d'Occitània. Està compost per 18 cantons i 92 municipis. El cap del districte és la prefectura de Montalban.

## Cantons
- cantó de Cauçada
- cantó de Cailutz
- cantó de Grisòlas
- cantó de La Francesa
- cantó de Molièras
- cantó de Montclar de Carcin
- cantó de Montalban-1
- cantó de Montalban-2
- cantó de Montalban-3
- cantó de Montalban-4
- cantó de Montalban-5
- cantó de Montalban-6
- cantó de Montuèg
- cantó de Montpesat de Carcin
- cantó de Negrapelissa
- cantó de Sent Antonin
- cantó de Verdun de Garona
- cantó de Vilabrumièr